# ポッパ山

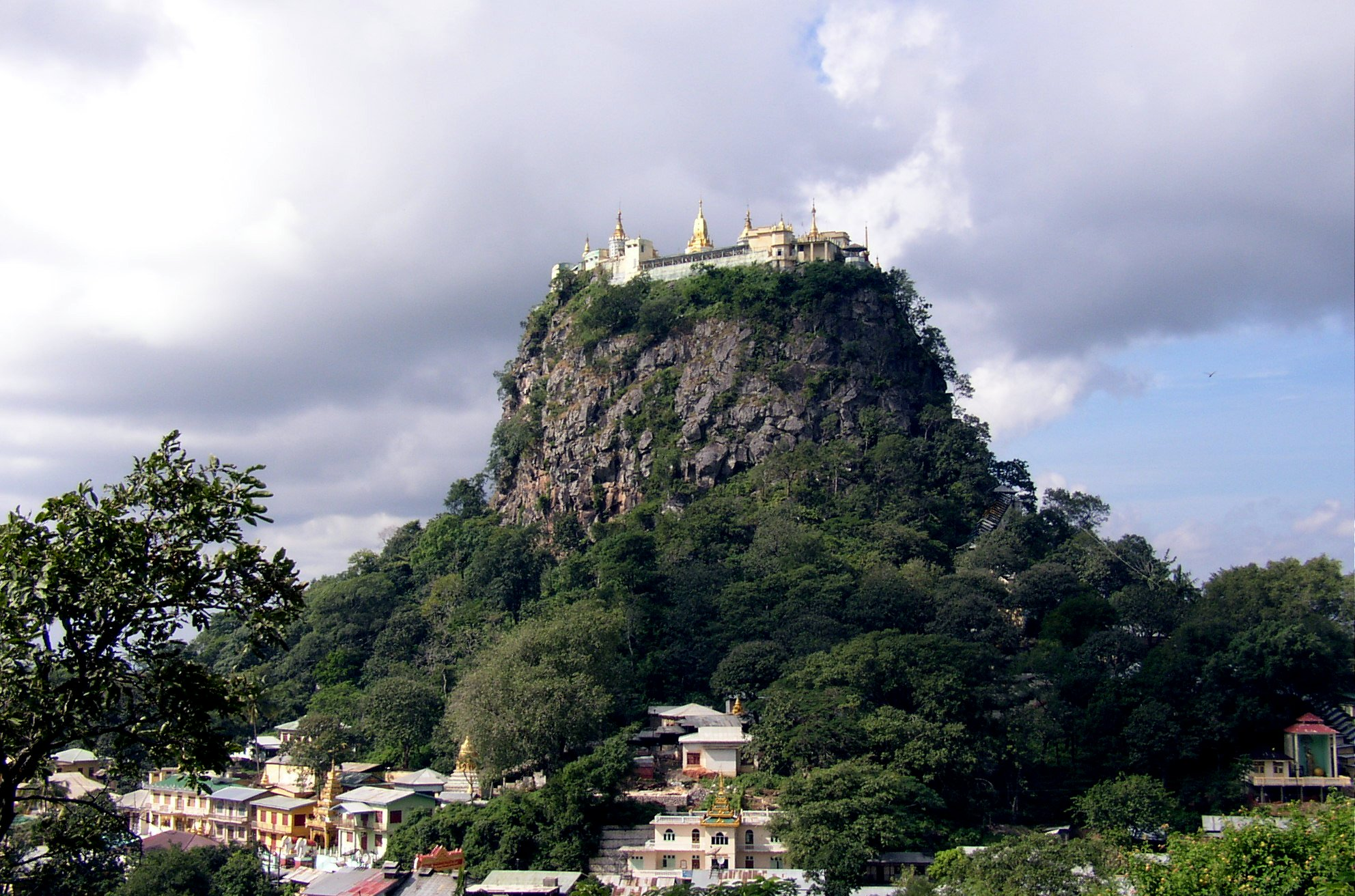
タウン・カラット

ポッパ山（ポッパさん、Mount Popa）は、ミャンマーのマンダレー地方域にある玄武岩の火山（標高1518m）で、バガン南東の平原に位置する。
寄生火山の岩頸であるタウン・カラット（標高737m）にはミャンマーの土着信仰であるナッ信仰の総本山があり、多くの参拝客を集める。登山道には多くのみやげ物店があり、また猿が多く生息している。

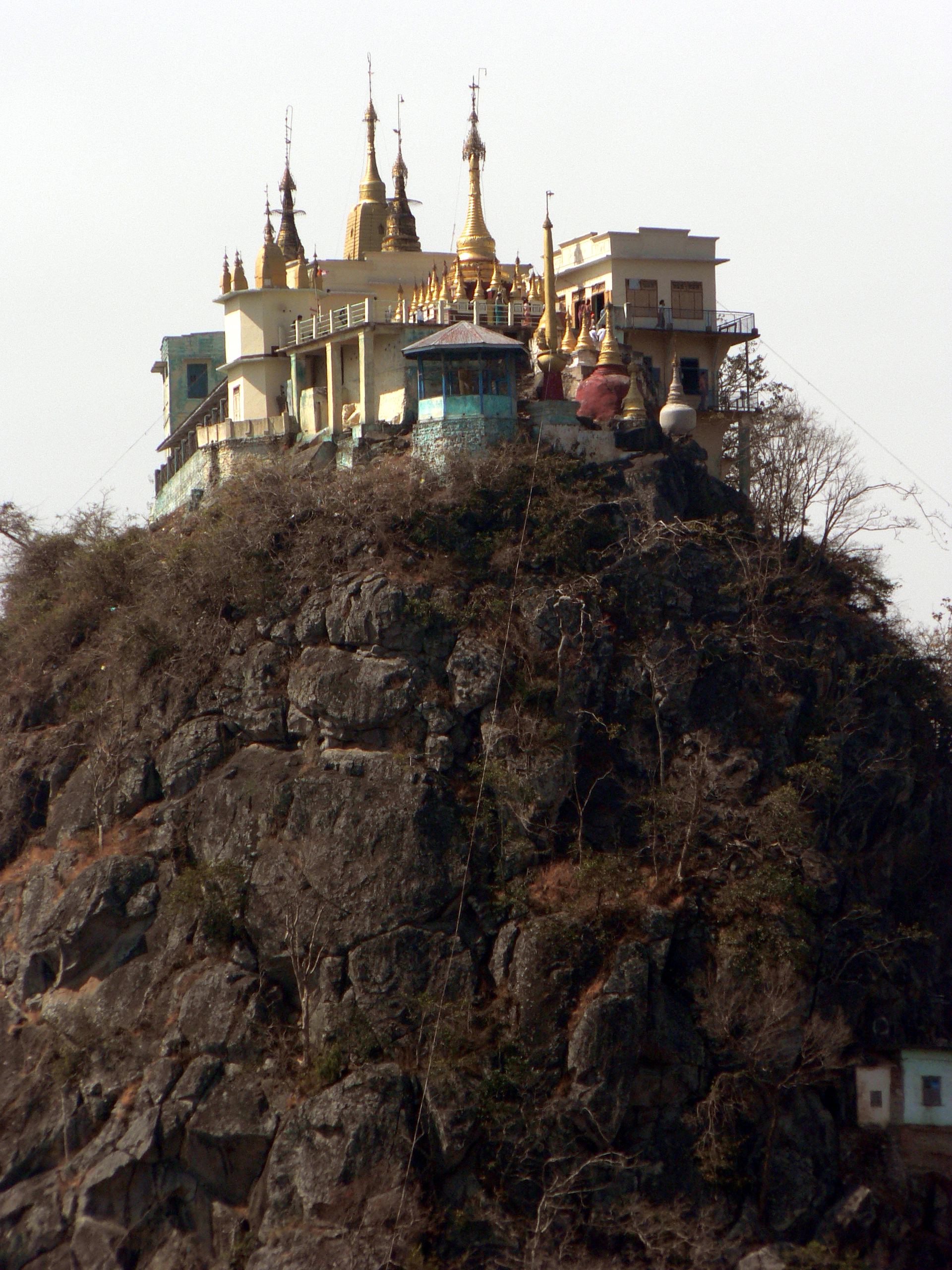
タウン・カラット
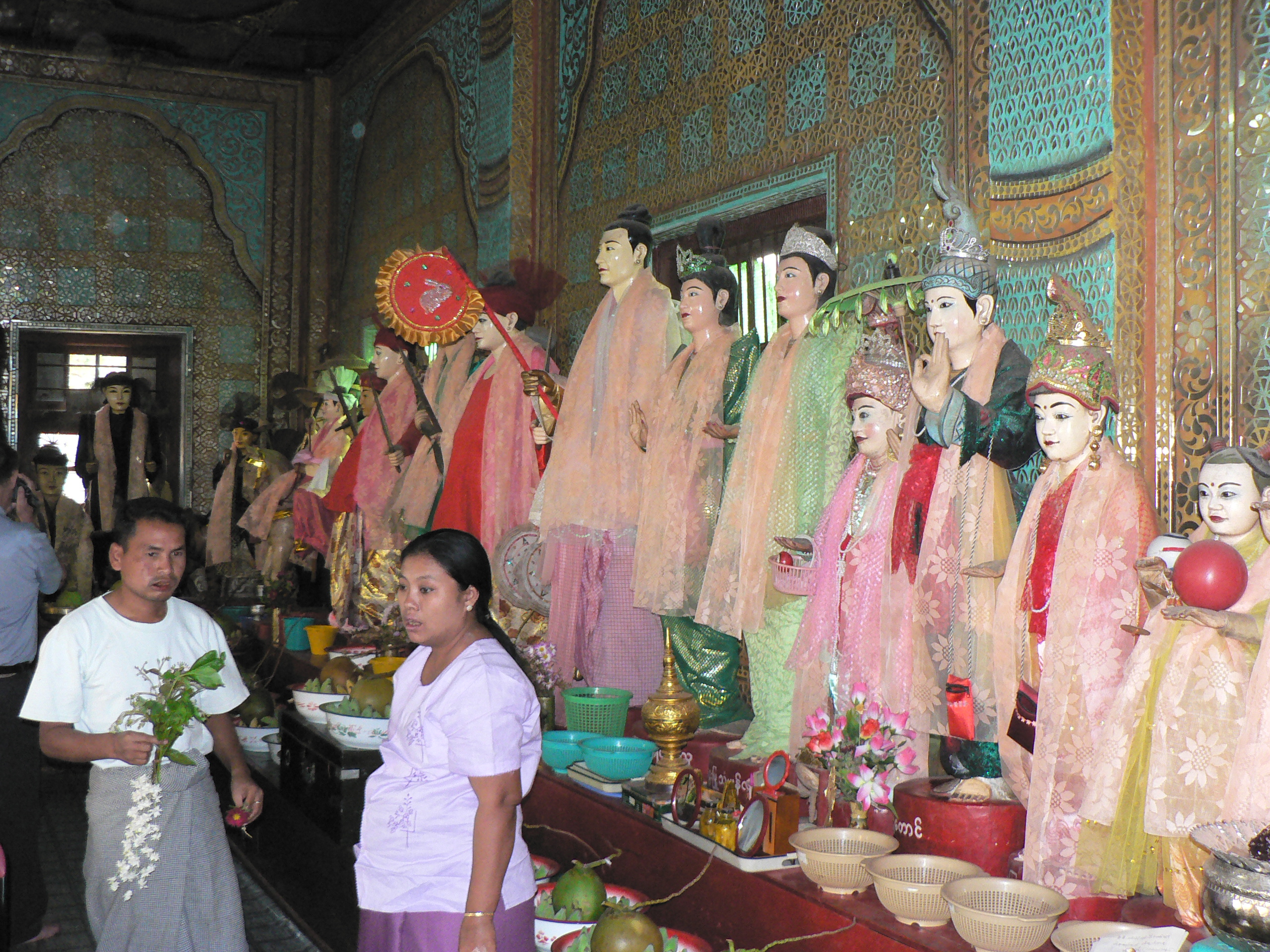
ナッ信仰の聖地
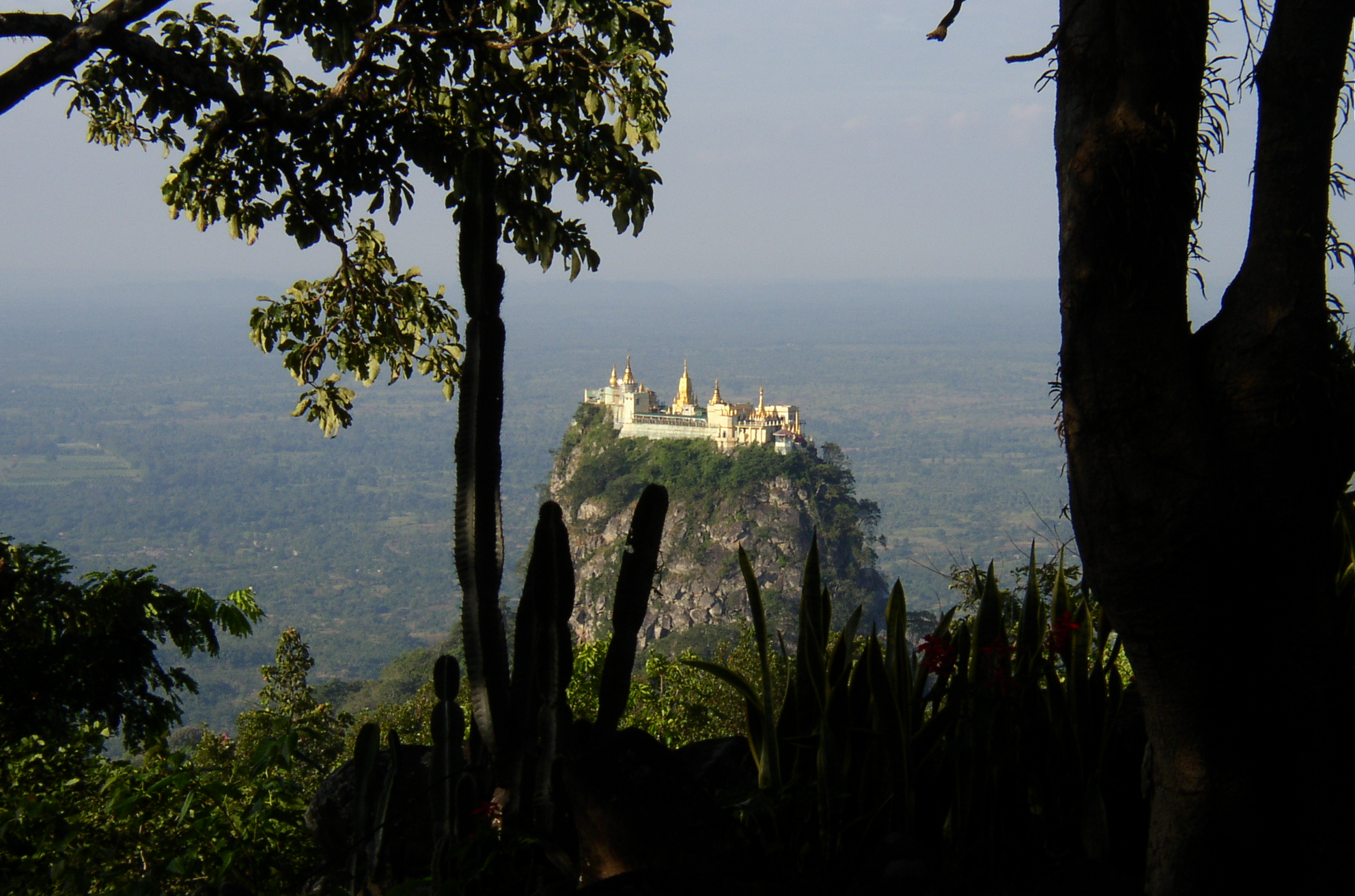
遠景
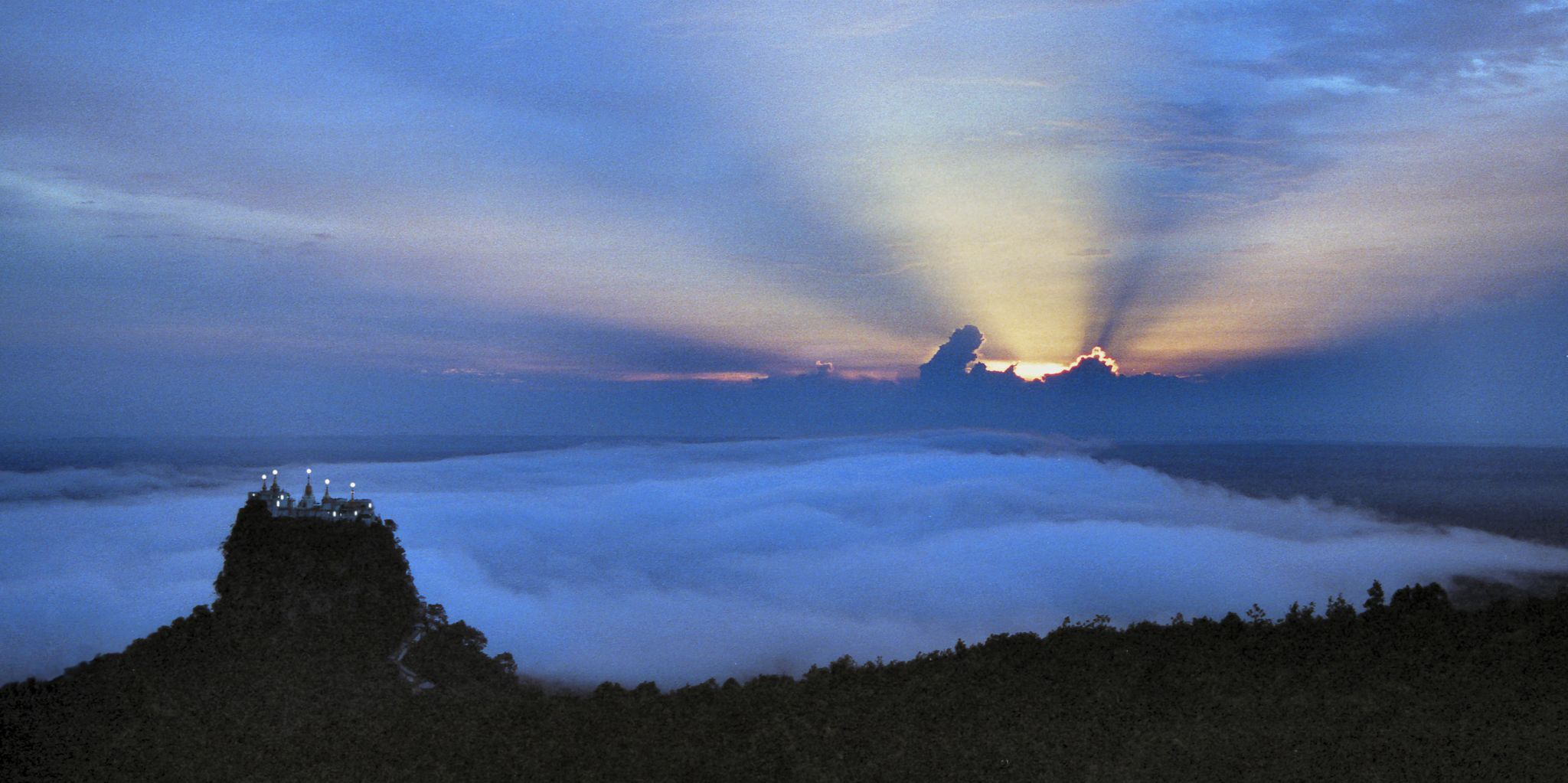
ポッパ山の日の出